# Olivedos
Olivedos est une ville brésilienne du centre de l'État de la Paraíba.

## Description
Sa population était estimée à 3 489 habitants en 2007. La municipalité s'étend sur 318 km2.